# Дві англійки та «Континент»
Дві англійки та «Континент» (фр. Les Deux Anglaises et le Continent) — французький романтичний фільм 1971 року режисера Франсуа Трюффо за однойменним романом Анрі-П'єра Роше 1956 року. У головних ролях знялися Жан-П'єр Лео, Кіка Маркем і Стейсі Тендетер. У 1984 році Трюффо випустив режисерську версію з 20-ма хвилинами.

## Сюжет
Дія фільму починається приблизно в 1902 році в Парижі. Оповідач пояснює, що Клода Рока та його овдовілу матір відвідує Енн Браун, дочка старого друга. Енн запрошує Клода провести літо на узбережжі Уельсу з її овдовілою матір'ю та сестрою Мюріель. Хоча вона насолоджується компанією Клода, вона сподівається, що він стане чоловіком для її замкнутої сестри, яка має проблеми із зором. У результаті Клод і Мюріель починають закохуватися, і Клод долає її початковий опір і переконує погодитися на шлюб. Мадам Рок, нібито стурбована їхнім поганим здоров'ям і за згодою місіс Браун, каже, що вони повинні прожити окремо протягом року без жодного спілкування, перш ніж одружитися.
Повернувшись до Франції, Клод перебуває в мистецьких колах і заводить романи з кількома жінками, тоді як Мюріель в Уельсі веде щоденник і впадає в розчарування. За наполяганням матері Клод пише Мюріель, розриваючи заручини, оскільки бажає бути вільним і зосередитися на своїх бізнесових заняттях. Мюріель спустошена. Енн залишає дім, щоб вивчати скульптуру в Парижі, де вона втрачає цноту з Клодом. Вона погоджується мати вільний роман із Клодом, що дозволяє йому продовжувати мати романи з іншими жінками, і врешті-решт має одночасні стосунки з Дюркою, лихим видавцем, який потім везе її до Персії із заохоченням Клода. Мюріель надсилає Клоду свій щоденник, який містить подробиці її лесбійського досвіду в дитинстві та її подальшої тривалої боротьби з потягом до мастурбації, який публікує його всупереч її бажанню.
Мюріель приїжджає до Парижа, і вони з Клодом відновлюють своє кохання. Однак, коли Мюріель дізнається про роман Анни з Клодом, вона впадає в глибоку депресію та повертається до Уельсу. Енн була заручена з французом на ім'я Ніколас, але захворіла й також повернулася до Уельсу, помираючи серед своєї родини поруч із Дюркою.
Дюрка каже Клоду, що Мюріель їде з дому, щоб знайти роботу в Бельгії. Клод зустрічає її корабель у Кале, і вони проводять ніч разом у готелі, під час якої Мюріель втрачає цноту. Вранці вона каже, що тепер вони повинні розлучитися назавжди, оскільки Клод не підходить для одруження, незважаючи на його нову пропозицію одружитися. Пізніше вона пише, що вагітна, що породжує надію Клода на одруження, але другий лист говорить, що вона помилялася, і їхні стосунки справді закінчилися. Пізніше він дізнається, що Мюріель вийшла заміж і працює вчителькою з донькою. Усю сагу про стосунки з сестрами Клод перетворює в роман, який видає Дюрка.
В епілозі, дія якого розгортається у 1920-х роках, оповідач пояснює, що Клод, який зараз є успішним письменником, але неодружений і чия мати померла, все ще мріє про художні здібності Енн та дітей, які могли б бути у нього з Мюріель.

## У ролях
| Актор           | Роль               |
| --------------- | ------------------ |
| Жан-П'єр Лео    | Клод Рок           |
| Кіка Маркгем    | Енн Браун          |
| Стейсі Тендетер | Мюріель Браун      |
| Марі Мансарт    | мадам Рок          |
| Філіп Леотар    | Дюрка              |
| Ірен Тюнк       | Рута               |
| Жорж Дельрю     | бізнес-агент Клода |
| Франсуа Трюффо  | оповідач           |